# Erythria montandoni
Erythria montandoni är en insektsart som först beskrevs av Puton 1800.  Erythria montandoni ingår i släktet Erythria och familjen dvärgstritar. Inga underarter finns listade i Catalogue of Life.